# Florence Hale
Florence Hale (14 de mayo de 1858 o 1887 – 2 de abril de 1945), fue una actriz estadounidense, que apareció en películas entre 1912 y 1922, incluyendo The Black Sheep of the Family. Hale nació en Iowa y falleció en San Diego, California.

## Filmografía
- The Black Sheep of the Family (1916)